# Barbara Pikiewicz
Barbara Pikiewicz (ur. 5 maja 1938, zm. 15 maja 2020) – polska pedagog.

## Życiorys
Absolwentka Liceum Pedagogicznego w Sosnowcu i Wyższej Szkoły Pedagogicznej w Krakowie. Polonistka, a następnie (od 1974 do 1984) dyrektor III LO w Dąbrowie Górniczej. Po 1989 zajęła się organizacją szkół niepublicznych, w 1993 utworzyła pomaturalny Prywatny College Businessu i Języków Obcych, a następnie Wyższą Szkołę Biznesu w Dąbrowie Górniczej, w której była kanclerzem. Odznaczona Krzyżem Oficerskim Orderu Odrodzenia Polski i Złotym Krzyżem Zasługi.
Zmarła 15 maja 2020, pochowana na cmentarzu parafialnym pw. Najświętszej Marii Panny Anielskiej w Dąbrowie Górniczej.